# 雅各布森 (明尼蘇達州)
雅各布森（英語：Jacobson）是位於美國明尼蘇達州艾特金縣鮑爾布拉夫鎮區的一個非建制地區。

## 地理
雅各布森所處的海拔為高於海平面382米（即1253英呎），而該地所採用的時區為UTC-6，即北美中部時區（CST）。同時該地設有夏令時間，為UTC-6調快一小時，即UTC-5（CDT）。